# Dytiscus lavateri
Dytiscus lavateri is een keversoort uit de familie waterroofkevers (Dytiscidae). De wetenschappelijke naam van de soort is voor het eerst geldig gepubliceerd in 1847 door Heer.